# Sisyrinchium

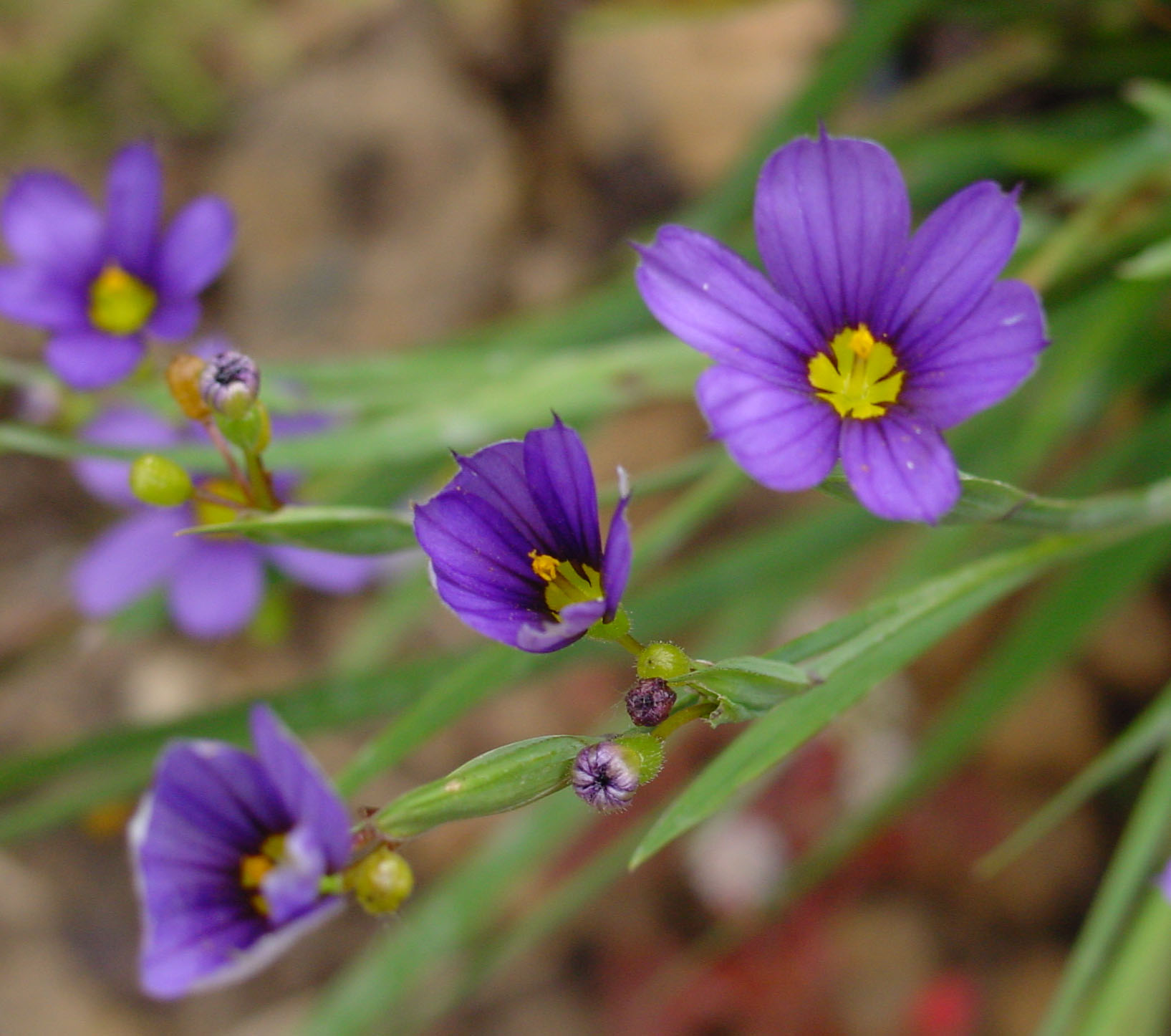
Sisyrinchium bermudianum.

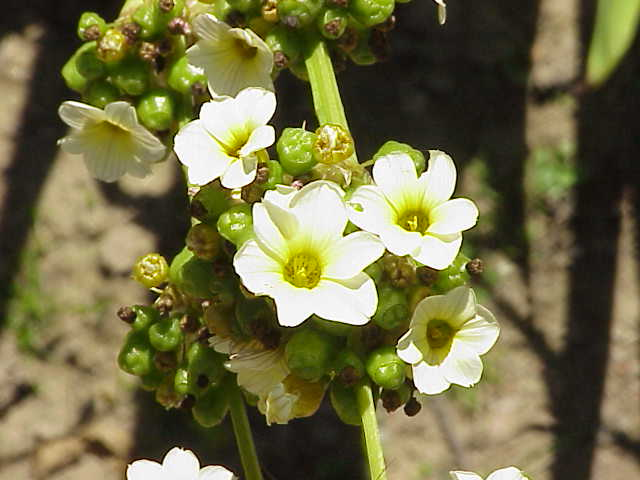
Sisyrinchium striatum

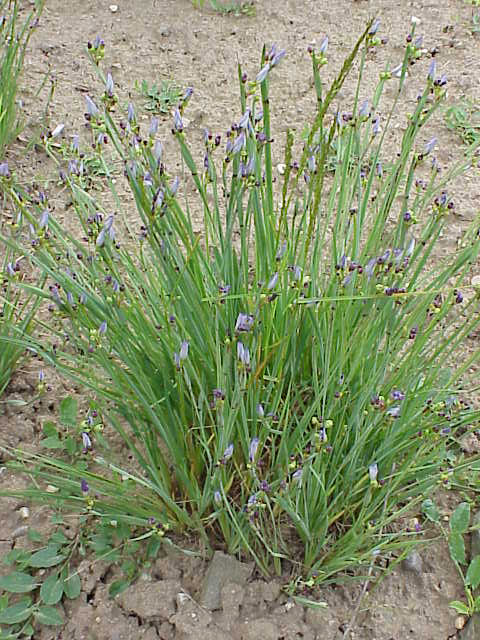
Sisyrinchium montanum

Sisyrinchium é um género da da subfamília Iridoideae da família Iridaceae que agrupa cerca de 150 espécies de plantas perenes sazonais distribuídas por todo o continente americano, desde a Gronelândia e o norte do Canadá até à Tierra del Fuego e às ilhas Falkland. 

## Descrição
As plantas deste género apresentam um rizoma persistente, ou uma coroa curta e erecta, com raízes fibrosas, ou engrossadas e inchadas e suculentas. Também inclui plantas anuais sem rizoma ou raízes suculentas.
As folhas são lanceoladas a lineares, ocasionalmente cilíndricas. O escapo é simples ou ramificado, angular, às vezes alado, compreendendo um ou mais internódios.
Os escapos florais podem ser iguais ou desiguais. As flores são actinomórficas, pediceladas, geralmente amarelas ou azuis a roxas, com um centro amarelo, ocasionalmente esbranquiçado. As tépalas são separados e subiguais.
O fruto é uma cápsula de formato globoso a ovóide. As sementes são globosas, geralmente enegrecidas. O género tem dois números cromossómicos básicos, x = 8 e x= 9. A poliploidia é comum no género, com espécies variando de tetra- a octoplóides.
Existem espécies amplamente distribuídas, como Sisyrinchium iridifolium (do México à Terra do Fogo) e outros com habitat extremamente restrito (como Sisyrinchium filifolium das ilha Falkland). Algumas espécies de Sisyrinchium, em conjunto com os géneros Phaiophleps, Chamelum e Ona foram incluídas no género Olsynium.

### Espécies
O género Sisyrinchium inclui as seguintes espécies:
- Sisyrinchium abietum McVaugh
- Sisyrinchium acaule
- Sisyrinchium acre Mann
- Sisyrinchium alatum Hook.
- Sisyrinchium albidum Raf.
- Sisyrinchium altissimum Ten.
- Sisyrinchium amoenum E. Bickn.
- Sisyrinchium anceps Cav.
- Sisyrinchium angustifolium P. Mill.
- Sisyrinchium angustissimum (B. Robinson & Greenman) Greenman & C. Thompson
- Sisyrinchium arenarium Poeppig
- Sisyrinchium arizonicum Rothrock
- Sisyrinchium atlanticum Bickn.
- Sisyrinchium azureum Philippi
- Sisyrinchium bellum S. Wats.
- Sisyrinchium bermudianum
- Sisyrinchium biforme Bickn.
- Sisyrinchium brachypus (C. Bicknell) J. K. Henry
- Sisyrinchium bracteatum Greenman
- Sisyrinchium brayii
- Sisyrinchium brevipes Baker
- Sisyrinchium bushii
- Sisyrinchium caespitificum Kraenzl.
- Sisyrinchium californicum (Ker-Gawl. ex Sims) Ait.
- Sisyrinchium campestre Bickn.
- Sisyrinchium capillare Bickn.
- Sisyrinchium cernuum (Bickn.) Kearney
- Sisyrinchium chilense Hook
- Sisyrinchium chiricanum Woodson
- Sisyrinchium claritae
- Sisyrinchium commutatum Klatt
- Sisyrinchium convolutum Nocca
- Sisyrinchium convolutuna Nocca
- Sisyrinchium cryptocarpum Rusby
- Sisyrinchium cuspidatum Poeppig
- Sisyrinchium demissum Greene
- Sisyrinchium dichotomum Bickn.
- Sisyrinchium douglasii A. Dietr.
- Sisyrinchium elmeri Greene
- Sisyrinchium ensignum Becker
- Sisyrinchium exalatum B. Robinson & Greenman
- Sisyrinchium farwellii Bickn.
- Sisyrinchium fasciculatum Klatt
- Sisyrinchium flaccidum
- Sisyrinchium flexile
- Sisyrinchium foliosum I. M. Johnston
- Sisyrinchium funereum Bickn.
- Sisyrinchium fuscatum Bickn.
- Sisyrinchium galapagense Ravenna
- Sisyrinchium gilberti
- Sisyrinchium gramineum Lam.
- Sisyrinchium graminifolium Lindley
- Sisyrinchium grande Baker
- Sisyrinchium groenlandicum Böcher:
- Sisyrinchium guatemalense (Baker) Standley & Steyerm
- Sisyrinchium halophilum Greene
- Sisyrinchium hasslerianum Baker
- Sisyrinchium hitchcockii D. Henderson
- Sisyrinchium idahoense Bickn.
- Sisyrinchium implicatum Bickn.
- Sisyrinchium iridifolioides Henrich & Goldblatt
- Sisyrinchium iridifolium Kunth
- Sisyrinchium jamesonii Baker
- Sisyrinchium johnstonii Standl.
- Sisyrinchium junceum E. Mey. ex Presl.
- Sisyrinchium junciforme Poeppig
- Sisyrinchium langloisii Greene
- Sisyrinchium leptocaulon
- Sisyrinchium leucanthum Colla
- Sisyrinchium lineatum
- Sisyrinchium littorale Greene
- Sisyrinchium longifolium
- Sisyrinchium longipes (Bickn.) Kearney & Peebles: Timberland Blue-eyed Grass
- Sisyrinchium longispathum Conz.
- Sisyrinchium luzula Klotzsch ex Klatt
- Sisyrinchium macrocarpon Bickn.
- Sisyrinchium macrocarpum Hieron.
- Sisyrinchium macrocephalum Graham
- Sisyrinchium macrophyllum Greenman
- Sisyrinchium mandonii Baker
- Sisyrinchium marchio (Vell. Conc.) Steudel
- Sisyrinchium maritimum
- Sisyrinchium miamiense Bickn.
- Sisyrinchium micranthemum Pers.
- Sisyrinchium microbracteatum
- Sisyrinchium minus Engelm. & Gray
- Sisyrinchium minutiflorum Klatt
- Sisyrinchium montanum Greene
- Sisyrinchium mucronatum Michx.
- Sisyrinchium nanum
- Sisyrinchium nashii Bickn.
- Sisyrinchium pachyrhizum Baker
- Sisyrinchium pallidum Cholewa & D. Henderson
- Sisyrinchium palmeri Greenman
- Sisyrinchium palmifolium L.
- Sisyrinchium palustre Diels
- Sisyrinchium paramorum Ravenna
- Sisyrinchium parvifolium
- Sisyrinchium patagonicum Phil. ex Baker
- Sisyrinchium platense I. M. Johnston
- Sisyrinchium platyphyllum
- Sisyrinchium polycladon B. Robinson & Greenman
- Sisyrinchium polycladum
- Sisyrinchium porphyreum Kraenzl.
- Sisyrinchium praealtum Kranzl.
- Sisyrinchium pringlei Robinson & Greenman
- Sisyrinchium pusillum Kunth
- Sisyrinchium radicatum Bickn.
- Sisyrinchium recurvatum
- Sisyrinchium restioides Spreng.
- Sisyrinchium rigidifolium Baker
- Sisyrinchium rosulatum Bickn.
- Sisyrinchium rosutatum
- Sisyrinchium sagittiferum Bickn.
- Sisyrinchium sarmentosum Suksdorf ex Greene
- Sisyrinchium scariosum I. M. Johnston
- Sisyrinchium schaffneri
- Sisyrinchium scirpoideum Poeppig
- Sisyrinchium scoparium
- Sisyrinchium secundiflorum
- Sisyrinchium sellowianum Klatt
- Sisyrinchium septentrionale Bickn.
- Sisyrinchium soboliferum
- Sisyrinchium striatum Sm.
- Sisyrinchium subalpinum Henrich & Goldblatt
- Sisyrinchium subcernuum (E. Bickn.) Henrich & Goldblatt
- Sisyrinchium tenellum
- Sisyrinchium tenuifolium Humb. & Bonpl. ex Willd.
- Sisyrinchium texanum
- Sisyrinchium tinctorium Kunth
- Sisyrinchium tracyi Bickn.
- Sisyrinchium trinerva C. F. Baker
- Sisyrinchium unispathaceum Klatt
- Sisyrinchium vaginatum Spreng.
- Sisyrinchium violaceum
- Sisyrinchium weberbauerianum Kraenzl.
- Sisyrinchium wettsteinii Handel-Mazzetti
- Sisyrinchium xerophyllum Greene

## Classificação lineana do género
| Sistema | Classificação                     | Referência               |
| ------- | --------------------------------- | ------------------------ |
| Linné   | Classe Gynandria, ordem Triandria | Species plantarum (1753) |